# Хоннер (тауншип, Миннесота)
Хоннер (англ. Honner) — тауншип в округе Редвуд, Миннесота, США. На 2000 год его население составило 86 человек.

## География
По данным Бюро переписи населения США площадь тауншипа составляет 10,7 км², из которых 10,5 км² занимает суша, а 0,2 км² — вода (1,93 %).

## Демография
По данным переписи населения 2000 года здесь находились 86 человек, 29 домохозяйств и 24 семьи. Плотность населения —  8,2 чел./км². На территории тауншипа расположено 30 построек со средней плотностью 2,8 построек на один квадратный километр. Расовый состав населения: 98,84 % белых и 1,16 % приходится на две или более других рас.
Из 29 домохозяйств в 41,4 % воспитывались дети до 18 лет, в 72,4 % проживали супружеские пары, в 10,3 % проживали незамужние женщины и в 13,8 % домохозяйств проживали несемейные люди. 3,4 % домохозяйств состояли из одного человека, при том ни в одном из них не проживали одинокие пожилые люди старше 65 лет. Средний размер домохозяйства — 2,76, а семьи — 2,92 человека.
27,9 % населения — младше 18 лет, 3,5 % — в возрасте от 18 до 24 лет, 26,7 % — от 25 до 44, 36,0 % — от 45 до 64, и 5,8 % — старше 65 лет. Средний возраст — 42 года. На каждые 100 женщин приходилось 95,5 мужчин. На каждые 100 женщин старше 18 приходилось 100,0 мужчин.
Средний годовой доход домохозяйства составлял 51 250 долларов, а средний годовой доход семьи —  52 083 доллара. Средний доход мужчин —  42 250  долларов, в то время как у женщин — 18 125. Доход на душу населения составил 21 988 долларов. За чертой бедности не находилась ни одна семья и 11,2 % всего населения тауншипа.